# 鑫诺二号通信卫星
鑫诺二号通信卫星（SINOSAT-2）由中国空间技术研究院基于东方红四号卫星公用平台制造的通信卫星，是中国第一颗具备抗干扰能力的大型通信广播卫星，服务于鑫诺卫星通信有限公司。2006年10月29日在西昌卫星发射中心由长征三号乙运载火箭发射升空，原计划定点于东经92.2度赤道上空。11月28日，鑫诺卫星通信公司正式宣布：10月29日发射的中国第一代通信广播卫星“鑫诺二号”发生技术故障，致使太阳帆板二次展开和通信天线展开未能完成，卫星无法提供通信广播传输服务。2007年底对鑫诺二号进行抢修失败后，现在已经成为太空垃圾。
鑫诺二号通信卫星制作成本为20亿元以上，由中国人民财产保险股份有限公司独家承保。保险公司表示，保险额度属于保密条款，不能对外公布。
针对鑫诺二号通信卫星出现的故障问题，鑫诺卫星通信有限公司表示将发射中星九号作为其备份卫星。已于2008年6月9日在西昌卫星发射中心发射升空。